# Нагойский диалект
Наго́йский диале́кт (яп. 名古屋弁 нагоя-бэн) — один из диалектов японского языка, распространённый в западной части префектуры Айти, в окрестностях Нагои. Его также называют диалектом Овари (яп. 尾張弁 овари-бэн), так как до Реставрации Мэйдзи эта местность носила название Овари. Диалект Нагои близок к литературному, хотя имеются и отличия.
Говор восточной Айти называется микавским (яп. 三河弁 микава-бэн).

## Грамматика

### Частицы, оканчивающие предложения
В нагойском диалекте гораздо больше оканчивающих предложения частиц, чем в литературном языке.
| Частица                                                                         | Пример | Значение |
| ------------------------------------------------------------------------------- | --- | --- |
| га я (яп. がや)                                                                 | 雪がふっとるがや (юки га футтору га я) — Да (там) снег идёт! いかんいかん、忘れとってがや！ (икан икан, васурэтотта га я) — Вот чёрт, я же совсем забыл! 凄いがや (сугой га я) — Вот это круто! いかんがや (икан га я) — Нельзя! (говорящий удивлён тем, что слушатель не знает о том, что «нельзя») | Удивление, в том числе негативного характера, возмущение. Используется для пародирования нагоя-бэн.                                                                                                  |
| га нэ (яп. がね)                                                                | | Аналогично «га я», но мягче. |
| га (яп. が) га: (яп. があ) гэ (яп. げ) гэ: (яп. げえ) ган (яп. がん)            | | Стяжения «га я». Появились относительно недавно. |
| тэ (яп. て) тэ: (яп. てえ)                                                      | | Усиление, логическое ударение. |
| то (яп. と)                                                                     | それは違うと (сорэ ва тигау то) — Говорят, это не так. | Используется для указания информации из стороннего источника. |
| гэна (яп. げな)                                                                 | | «…кажется». |
| ни (яп. に)                                                                     | ウィキペヂアはフリーなんだに (уикипэдиа ва фури: нанда ни) — А «Википедия» бесплатная! | Используется для новых для собеседника высказываний. |
| май (яп. まい) май ка (яп. まいか)                                              | | После глагола означает приглашение к совместному совершению действия. |
| сян (яп. しゃん) касян (яп. かしゃん) касиран (яп. かしらん) сиран (яп. しらん) | (1) これで良いかしゃん (корэ дэ ий касян) — Наверное, это подойдёт (= хорошо). (2) なんだしゃん言っとった (нанда касян иттотта) — Он что-то сказал (не понял, что именно). | «…наверное», в первом значении аналогично «касира» в литературном языке. Однако «касира» используется, в основном, женщинами, а «касян» гендерно-нейтрально.                                         |
| дэ кан (яп. でかん)                                                             | 風引いてまったでかん (кадзэ хиита матта дэ кан) — А-а, чёрт, я простудился. | Употребляется для выражения неудовольствия, а также — в переносном смысле — в обратном смысле. Аналогично в американской разновидности английского языка «He's a bad one» может означать «он хорош». |
| ва (яп. わ)                                                                     | | Имеет то же значение, что и в литературном языке (эмоциональное выделение), но используется обоими полами.                                                                                           |
| миё (яп. みよ)                                                                  | 壊けてまったみよ (ковакэтэматта миё) — [Посмотри, что ты наделал!] Всё сломал! | Используется для привлечения внимания собеседника, обычно с целью поругать его. |
| мия (яп. みや) мии (яп. みい)                                                   | | Привлечение внимания, не только для того, чтобы поругать |
| ё (яп. よ)                                                                      | | Аналогично обычному японскому «ё»: выделение, усиление. |
| нэ (яп. ね)                                                                     | | Аналогично обычному японскому «нэ». |
| намо (яп. なも)                                                                 | | Образует вежливые слова, хотя в современном говоре почти не используется, вместо него используют общеяпонское -масу.                                                                                 |

### Вспомогательные глаголы
В нагоя-бэн имеется несколько вспомогательных глаголов, которые не используются в литературном языке.
| Глагол                                                     | Значение |
| ---------------------------------------------------------- | --- |
| я: (яп. やあ) я:сэ (яп. やあせ)                            | Мягкое повелительное наклонение. |
| ссэру (яп. っせる) яссэру (яп. やっせる) я:су (яп. やあす) | Повелительное наклонение в вежливой речи. В некоторых говорах «я:сэ» используется при разговоре о втором лице, а «ссэру» — о третьем. |
| тё:су (яп. ちょうす)                                       | Вежливый эквивалент «курэру». В литературном японском — «кудасару».                                                                   |
| мау (яп. まう)                                             | Стяжение глагола «морау». |
| мау (яп. まう)                                             | Стяжение глагола «симау». Отличается от вышеназванного «мау» интонационной окраской.                                                  |
| тэкан (яп. てかん)                                         | Стяжение «тэ ва икан» (литературно — «тэ ва икэнай»).                                                                                 |
| тору (яп. とる)                                            | Стяжение «-тэ ору» (литературно — «-тэ иру»).                                                                                         |
| тару (яп. たる)                                            | Стяжение «-тэ ару». |
| тару (яп. たる)                                            | Стяжение «-тэ яру». Отличается от вышеприведённого интонационно.                                                                      |
| 1-я основа глагола + сука (яп. 未然形+すか)                | Жёсткое отрицание. Например, 行かすか (икасука) — Я никогда не пойду!                                                                 |
| 2-я основа глагола + ётта (яп. 連用形+よった)              | Используется в разговоре о прошлом.                                                                                                   |
| 1-я основа глагола + накан (яп. 未然形+なかん)             | Стяжение «-нэба икан». Литературный вариант — «накэрэба икэнай».                                                                      |
| 1-я основа глагола + на (яп. 未然形+な)                    | Отрицание. |
| 1-я основа глагола + на (яп. 未然形+な)                    | Стяжение «-накан». Используется в приказах.                                                                                           |
| 1-я основа глагола + наран (яп. 未然形+ならん)             | Стяжение «-нэба наран». Литературный вариант — «накэрэба наранай».                                                                    |

## Лексика
Некоторые устаревшие в литературном японском слова используются в нагоя-бэн. Выделенный полужирным слог акцентируется.
| Слово                                  | Значение                                                                                              |
| -------------------------------------- | --- |
| афуракасу (яп. 溢らか)                 | Проливаться, переполняться.                                                                           |
| аясуй (яп. あやすい)                   | Лёгкий (для выполнения).                                                                              |
| аракэнай (яп. あらけない)              | Грубый, жёсткий.                                                                                      |
| амбаё: (яп. 塩梅よう)                  | Хорошо, умно.                                                                                         |
| игоку (яп. いごく)                     | Двигаться. Литературный — угоку (яп. 動く).                                                           |
| идзаракасу (яп. いざらかす)            | Бросать; двигать.                                                                                     |
| идзару (яп. いざる)                    | Взбираться; двигаться на небольшое расстояние.                                                        |
| икка (яп. 幾日)                        | (устар.) который (какой) день?; некий день.                                                           |
| удэру (яп. うでる)                     | Варить (литературный — юдэру (яп. 茹でる)).                                                           |
| усинаэру (яп. 失える)                  | Терять (литературный — «усинау» или «накусу»).                                                        |
| эрай (яп. えらい)                      | Больной, плохой (на литературном японском означает «великолепный»).                                   |
| о:дзё:коку (яп. 往生こく)              | Испытывать трудности.                                                                                 |
| о:тяку (яп. 横着)                      | Ленивый.                                                                                              |
| окурэру (яп. おくれる)                 | Вежливая форма глагола «давать» (яп. 呉れる курэру), более вежливо — кудасару (яп. 下さる).           |
| осогай (яп. おそがい)                  | Страшный. Вероятно, происходит от литературного «отчуждённый, холодный» (яп. 疎外 согай).             |
| оссан (яп. おっさん)                   | Буддийский монах. Омонимичное слово «оссан» означает «дядя» или «старик», отличается интонацией.      |
| обовару (яп. 覚わる)                   | Учить, узнавать.                                                                                      |
| каймон (яп. かいもん)                  | Крепко привязанная палка, кусок гофрированного картона и тому подобное Перетёртое лекарство.          |
| кау (яп. 支う)                         | Крепко привязывать Подпирать, запирать Перетирать лекарства.                                          |
| кадзусуру (яп. 数する)                 | Считать. Литературный вариант — (яп. 数える кадзоэру).                                                |
| кавасу (яп. 覚わる)                    | Принудительно связывать.                                                                              |
| кан (яп. かん)                         | Стяжение «икэнай» (яп. いけない, нельзя, не следует; плохой, скверный).                               |
| канко:суру (яп. 勘考する)              | Решать, обдумывать, планировать.                                                                      |
| кисэру (яп. 着せる)                    | Кроме общеяпонского значения «одеваться», имеет смысл «закрывать крышкой» и «надевать головной убор». |
| киинай (яп. 黄ない) кинай (яп. 黄ない) | Жёлтый цвет (литературный — киирой (яп. 黄色い)).                                                     |
| касугару (яп. かすがる)                | Вонзиться, застрять (литературный — сасару (яп. 刺さる)).                                             |
| кэтта (яп. ケッタ)                     | Велосипед (литературный — дзитэнся (яп. 自転車)).                                                     |
| кэттамасиин (яп. ケッタマシーン)       | «Кэтта» + «машина»: велосипед; велосипед с трансмиссией; мотоцикл.                                    |